# Surgères
Surgères ist eine Gemeinde mit 6861 Einwohnern (Stand 1. Januar 2022) in Frankreich und liegt im Pays d’Aunis im Département Charente-Maritime. Dieses wird im Norden vom Poitevinischen Moor, im Osten vom Boutonne-Tal, im Süden vom Charente-Tal und im Westen schließlich von der Atlantikküste begrenzt.
Surgères verdankt seinen Namen dem kleinen Fluss Gères. Zu Surgères gehören die Gemeinden Breuil la Réorte, Marsais, Péré, Puyravault, Saint Germain de Marencennes, Saint Georges du Bois, Saint Mard, Saint Pierre d’Amilly, Saint Saturnin du Bois, Vandre und Vouhé.

## Bevölkerungsentwicklung
| Jahr                       | 1962 | 1968 | 1975 | 1982 | 1990 | 1999 | 2009 | 2016 |
| Einwohner                  | 4839 | 5644 | 6178 | 6175 | 6049 | 6051 | 6446 | 6820 |
| Quellen: Cassini und INSEE |      |      |      |      |      |      |      |      |

## Sehenswürdigkeiten
Siehe auch: Liste der Monuments historiques in Surgères
- Kirche Notre-Dame-de-l’Assomption

## Städtepartnerschaften
- Hansestadt Wipperfürth im Oberbergischen Kreis in Nordrhein-Westfalen

## Verkehr
Am Bahnhof Surgères an der Bahnstrecke Saint-Benoît–La Rochelle-Ville verkehren TGV nach Paris-Montparnasse und La Rochelle-Ville sowie TER-Züge von und nach La Rochelle-Ville und Poitiers.